# Jacob Hoffman Wagon Company
Jacob Hoffman Wagon Company war ein US-amerikanischer Hersteller von Fahrzeugen.

## Unternehmensgeschichte
Das Unternehmen hatte den Sitz in Cleveland in Ohio. Es gibt Hinweise darauf, dass es bereits 1885 existierte, und weitere für 1890, 1891 und 1892. Es stellte Kutschen her. 1903 begann die Produktion von Automobilen. Der Markenname lautete Willard. 1905 endete die Produktion von Kraftfahrzeugen. Danach verliert sich die Spur des Unternehmens.

## Kraftfahrzeuge
Das Unternehmen stellte 1903 in Zusammenarbeit mit I. Willard ein Elektroauto her. Willard war ein Produzent von Batterien und experimentierte mit Elektromotoren und -autos. Er stellte den Motor und die Batterien her, Hoffman den Rest des Fahrzeugs. Als Reichweite waren 120 km angegeben. Das Fahrzeug hatte vorne eine Haube, die den Motorhauben von Benzinautos ähnelte. Der Aufbau war ein Tonneau.
Daraufhin fertigte Hoffman einige weitere Fahrzeuge. Eine Abbildung zeigt einen Runabout, der auf 1904 datiert ist.